# Battaglia di Dunkerque
La battaglia di Dunkerque si svolse tra il 26 maggio ed il 4 giugno 1940 nella prima fase della grande offensiva in Occidente sferrata dalle truppe tedesche della Wehrmacht a partire dal 10 maggio durante il primo periodo della seconda guerra mondiale. Dopo la cosiddetta strana guerra (drôle de guerre per i francesi, phoney war per gli inglesi, Sitzkrieg per i tedeschi), la campagna di Francia iniziò con la travolgente avanzata delle Panzer-Divisionen attraverso le Ardenne ed oltre la Mosa; dopo aver sbaragliato le deboli formazioni francesi schierate in questo settore del fronte, le forze corazzate tedesche avanzarono rapidamente verso ovest raggiungendo già il 20 maggio le coste della Manica, tagliando fuori in Belgio e nel nord della Francia l'intero Gruppo d'armate n.1 alleato, costituito dalle migliori armate francesi e dal British Expeditionary Force.
La disperata situazione delle forze alleate, isolate a nord del cuneo tedesco, costrinse i comandi anglo-francesi, dopo alcuni fallimentari tentativi di contrattacco, a ordinare un ripiegamento verso le coste della Manica; qui le truppe alleate superstiti (oltre 400000 soldati) vennero in gran parte evacuate via mare attraverso il porto di Dunkerque, perdendo tutto l'equipaggiamento e i materiali ma sfuggendo alla cattura.
La riuscita evacuazione fu una delusione per il comando tedesco, che mostrò in questa fase incertezze tattico-operative, e venne definita in Gran Bretagna come una stupefacente vittoria morale. Tuttavia, dopo la perdita delle migliori forze francesi e britanniche (completamente disorganizzate dopo la ritirata e non più in grado di partecipare ai combattimenti), la situazione globale per gli Alleati era ormai gravemente compromessa, e la successiva seconda fase dell'offensiva tedesca a ovest (iniziata già il 5 giugno) condusse alla vittoria totale del Terzo Reich e alla caduta della Francia.

## Disastro e confusione
Il pomeriggio del 20 maggio 1940 l'avanguardia della 2. Panzer-Division raggiunse Abbeville e la costa della Manica completando vittoriosamente l'avanzata del "cuneo corazzato" tedesco dei generali Kleist e Hoth che, dopo aver attraversato la Mosa entro il 15 maggio, aveva completamente sbaragliato le difese francesi della 9ª armata per poi marciare direttamente verso il mare a nord della Somme. Questo fulmineo successo della Wehrmacht provocò una svolta decisiva delle operazioni sul fronte occidentale e minacciò l'accerchiamento e la distruzione di oltre un milione di soldati francesi, britannici e belgi schierati a nord dell'area dello sfondamento, ancora molto in ritardo nella loro ritirata (iniziata la notte del 16 maggio) attraverso il Belgio.
In soli dieci giorni, quindici divisioni dell'esercito francese erano state distrutte dalla travolgente offensiva delle Panzer-Divisionen dell'Heeresgruppe A ("gruppo d'armate A") del generale Gerd von Rundstedt: si trattava di dieci divisioni di fanteria, tra cui due divisioni nordafricane – 1ª e 4ª – e due divisioni motorizzate – 5ª e 9ª; di due divisioni leggere di cavalleria – Divisions Légères de Cavalerie; della 1ª divisione corazzata di riserva – Division Cuirassé de Reserve; e di due divisioni di fanteria da fortezza; inoltre anche due divisioni territoriali britanniche (la 12ª e la 23ª) erano state sbaragliate durante i combattimenti ad Albert e ad Amiens. A nord dello sfondamento, il gruppo d'armate n. 1 del generale Gaston Billotte, raggruppante sedici divisioni francesi, tra cui le tre Divisions Légères Mécaniques del Corps de Cavalerie del generale Prioux, nove divisioni britanniche del British Expeditionary Force (BEF) del generale John Gort, e 18 divisioni belghe, era completamente isolato e rischiava di essere distrutto in assenza di un'offensiva di salvataggio da sud per ristabilire le comunicazioni, coordinata se possibile con un attacco di sostegno da nord. Unica alternativa in caso di fallimento dei contrattacchi a nord e a sud del cuneo corazzato tedesco, rimaneva un ripiegamento verso i porti della costa franco-belga per costituire un ridotto fortificato o per organizzare un'evacuazione via mare delle truppe.

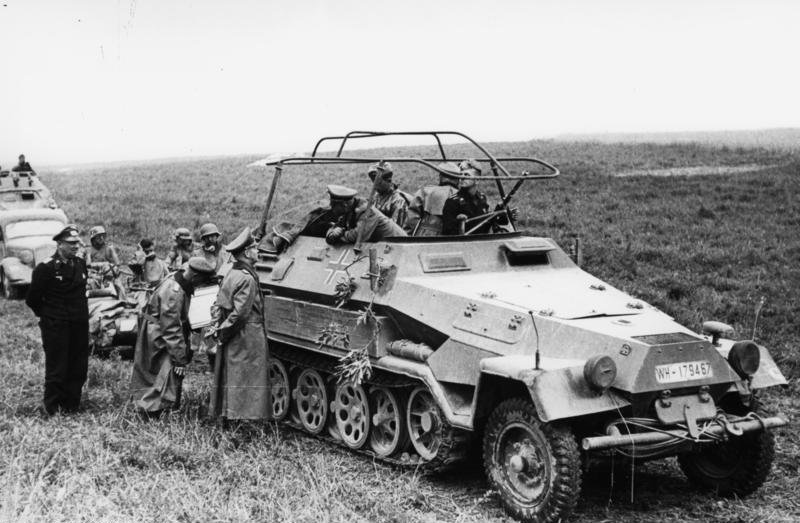
Il generale Heinz Guderian, al centro nel semicingolato tedesco, dirige la travolgente avanzata dei suoi panzer durante il Fall Gelb.

A partire dal 16 maggio la 1ª armata francese del generale Blanchard, il BEF e l'esercito belga avevano iniziato, di fronte alle catastrofiche notizie provenienti dal fronte della Mosa, una ritirata progressiva abbandonando le posizioni sulla linea del Dyle per ripiegare prima sulla Dendre e quindi sulla Scarpe (posizioni raggiunte il 21 maggio). La ritirata si svolse nella fretta e nella confusione; le truppe alleate vennero sottoposte alla continua pressione delle forze di fanteria della 6ª e della 18ª armata tedesca dell'Heeresgruppe B ("gruppo d'armate B") del generale Fedor von Bock, che si spinsero subito in avanti per rallentare e ostacolare la manovra di sganciamento.

La situazione il 21 maggio 1940 dopo il raggiungimento da parte dei panzer delle coste della Manica e l'isolamento delle forze alleate a nord.

Nei vari comandi alleati regnava la massima confusione; mentre il 19 maggio, finalmente consapevole della portata della catastrofe, il generale Gamelin, il comandante supremo francese, diramava una vaga direttiva generale (la Istruzione personale e segreta n. 12) per il generale Georges, responsabile sul campo della condotta delle operazioni come comandante del "Fronte nord-est", che prevedeva una grandiosa ma inattuabile controffensiva, i generali Billotte e Blanchard affranti ed estenuati dalla continua e difficile ritirata, manifestavano invece un totale pessimismo sulle possibilità di sfuggire dalla trappola. Il 20 maggio il generale Ironside, capo dello Stato Maggiore imperiale britannico, si recò personalmente sul posto all'interno dell'area accerchiata, dove incontrò e cercò di scuotere il demoralizzato Billotte, incitandolo a passare alla controffensiva, e quindi cercò di organizzare con il generale Gort, il comandante del BEF che, da parte sua, era profondamente scettico e riteneva verosimilmente già in questa fase che l'evacuazione via mare costituisse l'unica vera risorsa alleata, un progetto di attacco franco-britannico il 21 maggio verso Arras e Cambrai per colpire sul fianco le colonne corazzate tedesche e sostenere la preannunciata controffensiva da sud.
Il 20 maggio il generale Gamelin venne sostituito dal battagliero ed energico generale Maxime Weygand che, poco edotto della disastrosa situazione, inizialmente sospese ogni offensiva e si recò invece il 21 maggio, con un pericoloso viaggio in aereo, all'interno della sacca per valutare la situazione reale e conferire con Billotte, Gort e il re del Belgio Leopoldo III. Nella totale confusione presente sul campo, il generale Weygand incontrò a più riprese solo Billotte, Blanchard, re Leopoldo e il suo consigliere militare generale van Overstraeten, mentre non riuscì a entrare in contatto, prima di ripartire in serata con una torpediniera ancorata a Dunkerque, con il generale Gort. Il generale Weygand divenne ora pienamente cosciente della catastrofe incombente, ma cercò di organizzare ugualmente un ambizioso piano di controffensiva sui due lati del corridoio dei panzer, tra Cambrai e Bapaume, da sferrare, entro pochi giorni, a sud con circa cinque divisioni e, da nord, con almeno otto divisioni franco-britanniche disimpegnate dal fronte a est, mentre il re Leopoldo acconsentì, nonostante il suo pessimismo di fondo, a far ripiegare ulteriormente l'esausto esercito belga sulla linea della Lys per accorciare il fronte e rendere disponibili alcune divisioni britanniche da impiegare nell'attacco.
Questo progetto di controffensiva generale in realtà non si sarebbe mai concretizzato, a causa della confusione e della stanchezza dei comandanti (il generale Billotte inoltre rimase ucciso in un incidente stradale e venne sostituito solo dopo tre giorni al comando del Gruppo d'armate n. 1 dal generale Blanchard) e delle truppe; della costante pressione da est delle forze tedesche del gruppo d'armate B, dell'ulteriore peggioramento della situazione nel corridoio dei panzer che metteva in pericolo tutti i porti della Manica, e dell'incapacità a contrattaccare con rapidità ed efficacia da parte delle forze francesi frettolosamente raccolte a sud dello sfondamento.

## La battaglia

### Attacco di Arras e caduta di Boulogne e Calais

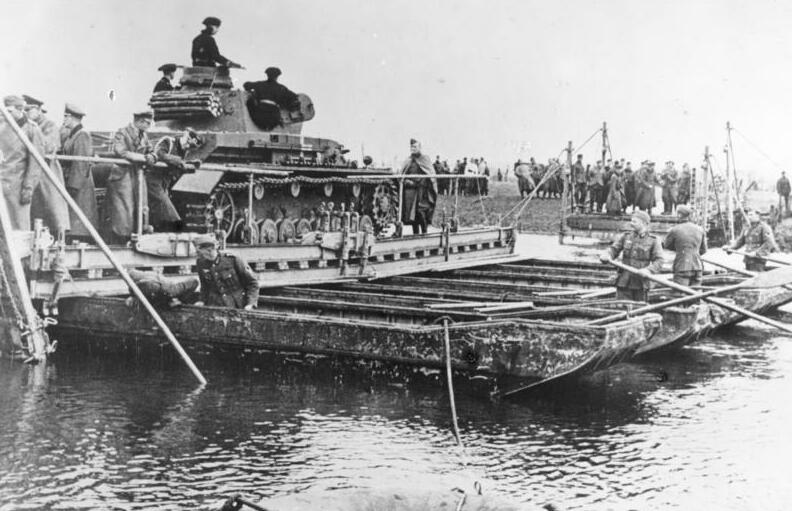
Dopo aver attraversato la Mosa le Panzer-Division avanzeranno inarrestabili verso le coste della Manica.

Alle ore 14:00 del 21 maggio la cosiddetta Frankforce del generale Harold Franklyn, costituita da elementi della 5ª e della 50ª divisione fanteria britannica e da due battaglioni corazzati pesanti, sferrò l'attacco a sud di Arras mettendo in difficoltà la 7. Panzer-Division e la SS "Totenkopf", colpite inaspettatamente sul fianco destro e costrette inizialmente a ripiegare dopo aver subito perdite. I risultati dell'attacco britannico furono però solo momentanei e, presto contrattaccato e aggirato, il debole raggruppamento del generale Franklin dovette rapidamente ritirarsi e passare sulla difensiva alla fine della giornata. Le forze francesi della 25ª divisione motorizzata attaccarono invece il 22 maggio nel settore di Cambrai ma con risultati ancor più deludenti.
Dal punto di vista strategico queste piccole offensive non modificarono affatto la situazione complessiva sul campo, anche se provocarono alcune ripercussioni a livello dell'alto comando tedesco che, inizialmente preoccupato, mostrò qualche incertezza e rallentò il proseguimento dell'avanzata del XV Panzerkorps e del XXXXI Panzerkorps, in attesa dell'arrivo delle forze di fanteria di sostegno, ed anche del XVI Panzerkorps, trasferito prontamente dal gruppo d'armate B. Inoltre, dopo il fallimento di Arras il generale Gort si convinse che la situazione era senza speranze e da quel momento si concentrò principalmente sui piani per ritirare le sue truppe verso la costa per reimbarcarle senza attardarsi ulteriormente in ineseguibili offensive previste dal piano del generale Weygand. Il generale Gort era ancor più preoccupato per i segni di cedimento sul fianco sinistro della sacca alleata dove l'esercito belga schierato sul Lys rischiava di crollare e sembrava sul punto di cedere le armi.
Dal 22 maggio inoltre era ripresa l'avanzata delle Panzer-Division del XIX Panzerkorps del generale Guderian che avevano raggiunto le coste della Manica; il comandante tedesco, ancora privo della 10. Panzer-Division, trattenuta in riserva dal gruppo d'armate A anche a seguito del contrattacco britannico di Arras, diresse rapidamente la 2. Panzer-Division verso Boulogne e la 1. Panzer-Division verso Calais dove erano in fase di sbarco alcuni reparti britannici affrettatamente trasportati dalla Gran Bretagna per difendere questi porti. L'avanzata dei panzer si sviluppò subito con successo, superando le deboli difese dei raccogliticci reparti alleati: già la sera del 22 maggio, la 2. Panzer-Division raggiunse Boulogne dopo aver sconfitto la 21ª divisione fanteria francese, e alle ore 13:00 del 23 maggio circondò completamente il porto, dove era ora schierata la 20ª Guards Brigade britannica oltre a numerosi altri reparti più piccoli anglo-francesi.
Contemporaneamente la 10. Panzer-Division venne finalmente riassegnata al generale Guderian che la inviò subito verso Calais in sostituzione della 1. Panzer-Division che, rafforzata anche dalla SS "Leibstandarte SS Adolf Hitler", venne diretta a nord verso il canale Aa per marciare direttamente su Gravelines e poi Dunkerque; anche il XXXXI Panzerkorps del generale Georg-Hans Reinhardt fece buoni progressi ed entro il 23 maggio raggiunse a sua volta il canale Aa nella regione di Saint-Omer. Le difese alleate in questo settore decisivo erano particolarmente deboli e consistevano per il momento solo nel 16º corpo d'armata francese del generale Bertrand Fagalde, costituito dai resti della 21ª divisione fanteria e dalla 68ª divisione fanteria, schierate sul canale Aa, dalla cosiddetta Usherforce britannica (unità composita di fanteria e artiglieria posta a difesa di Bergues) e dalla 144ª brigata della 48ª divisione fanteria britannica, arrivata il 24 maggio per difendere Wormhoudt, sulla sinistra del 16º corpo francese.

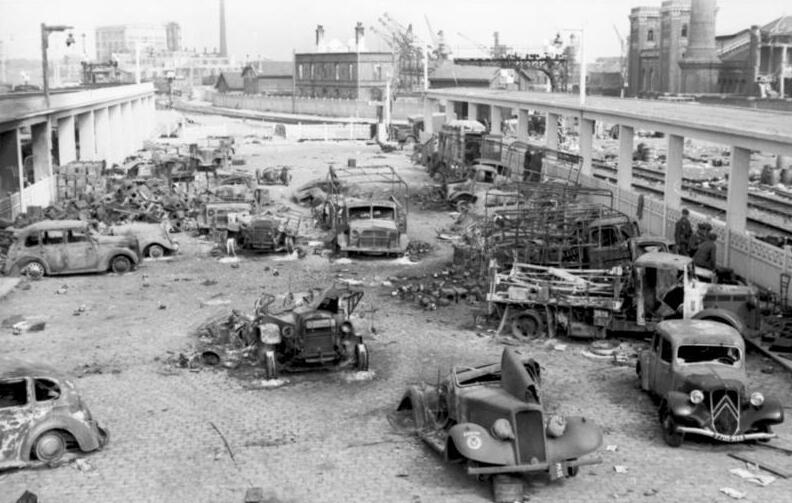
Materiali e armamenti britannici distrutti a Calais.

Le difese alleate proseguivano verso sud-est con la cosiddetta Petreforce, che combatteva accanitamente ad Arras contro la 7. e la 5. Panzer-Division, e con il grosso della 1ª armata francese (passata al comando del generale René Prioux) che era sottoposto ad una costante pressione da parte della 6ª armata tedesca e che si batteva strenuamente tra Lens e Maulde, mantenendo un'esposta testa di ponte ad est della Scarpe. Più a nord erano schierati il 2º (generale Alan Brooke) ed il 1º corpo d'armata britannico (generale Michael Barker) che si connettevano sul Lys con l'ala destra dell'esercito belga che estendeva le sue linee fino a Terneuzen. Elementi di tre divisioni britanniche (2ª, 44ª e 48ª) erano inoltre in movimento verso sud per consolidare le difese a nord-ovest di Arras e sbarrare la via per Cassel e Hazebrouck.

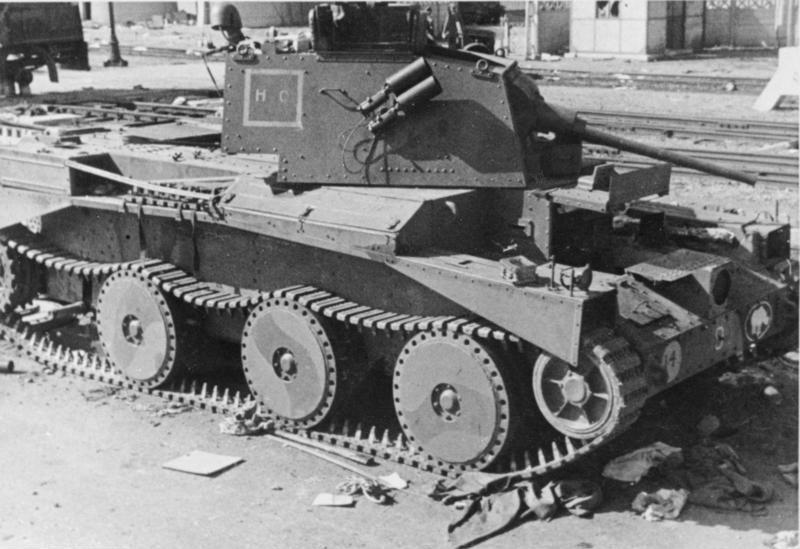
Carro britannico Cruiser Mk III del 3º Royal Tank Regiment distrutto a Calais.

Mentre i comandi alleati cercavano di sbarrare la strada per Dunkerque da sud e di organizzare un grande contrattacco sul fianco dei panzer, la situazione precipitava a Boulogne, che cadde il 24 maggio dopo un'aspra lotta e dopo che la brigata della Guardia britannica era stata evacuata via mare e anche a Calais. In questo porto era sbarcata il 23 maggio la 30ª brigata fanteria britannica e un reggimento di carri medi della 1ª divisione corazzata (il 3º Royal Tank Regiment), costituendo la cosiddetta Nickforce al comando del generale di brigata Claude Nicholson, con la missione di muovere verso l'entroterra per rafforzare le difese di Boulogne e Dunkerque. La situazione era però molto più critica del previsto e i piani britannici fallirono rapidamente: i carri Cruiser del 3º RTR, inviati verso Saint-Omer, incapparono nei panzer della 6. Panzer-Division e della 1. Panzer-Division e vennero rapidamente decimati, mentre il generale Nicholson dovette presto ripiegare dentro Calais per organizzare una strenua difesa ad oltranza.
La battaglia nell'area della città portuale attaccata in forze dalla 10. Panzer-Division, si prolungò fino al 26 maggio e terminò con la resa finale delle forze britanniche del generale Nicholson e la cattura o la distruzione di molto materiale bellico alleato, ma in parte, insieme alla battaglia a Boulogne, permise ai britannici di bloccare per alcuni giorni cruciali due divisioni corazzate tedesche che quindi non poterono partecipare agli attacchi sul canale Aa, in direzione di Gravelines e di Dunkerque.

### Alt dei panzer e difesa alleata del perimetro

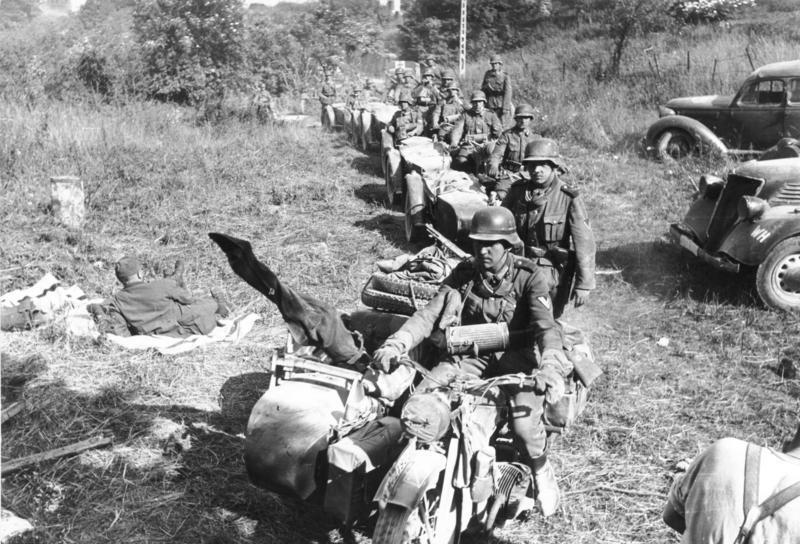
Reparti motorizzati tedeschi in movimento nella pianura franco-belga.

Il 24 e il 25 maggio furono giornate decisive per l'andamento delle operazioni sul fronte occidentale. Il pomeriggio del 23 maggio era già fallito il tentativo di controffensiva a sud del corridoio dei panzer in direzione di Amiens, da parte delle deboli forze della 7ª armata francese del generale Aubert Frère in corso di costituzione sulla Somme. Le speranze di sferrare un attacco coordinato alleato da nord erano ormai svanite. Inoltre, sempre nella serata del 23 maggio, il generale Gort, molto preoccupato per la situazione nel settore belga e ormai rassegnato all'evacuazione via mare, aveva ordinato, sempre consultando preventivamente i comandi francesi, alla Petreforce e alle due divisioni del generale Franklyn (5ª e 50ª) di abbandonare Arras (sottoposta ad attacchi sempre più intensi da parte del XV Panzerkorps) e di portarsi a nord per sostenere il fianco sinistro della sacca che minacciava di crollare nel settore di Courtrai; la decisione segnava l'abbandono dei progetti di controffensiva da nord del corridoio e provocò grandi polemiche tra alleati ed amare recriminazioni della dirigenza politico-militare francese.

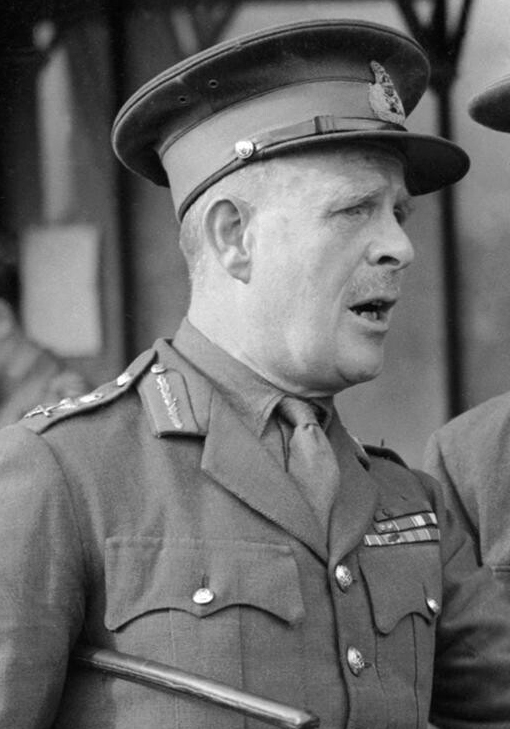
Il comandante in capo del British Expeditionary Force, generale John Gort.

Dopo altri due giorni di indecisioni, discussioni, incontri al vertice e velleitari tentativi di eseguire l'irrealistico piano del generale Weygand, il 26 maggio il governo britannico autorizzò formalmente il generale Gort ad organizzare una ritirata generale sulla costa per effettuare un'evacuazione via mare delle sue truppe (abbandonando se necessario tutto l'equipaggiamento e le armi) mentre anche il governo francese in cui si manifestarono anche i primi segni di scoraggiamento e di demoralizzazione, ordinò alla 1ª armata francese, ancora in combattimento sul fondo della sacca oltre la Scarpe, di ripiegare insieme al BEF verso Dunkerque. In realtà i comandi francesi intendevano organizzare una grande testa di ponte intorno a Dunkerque per costituire un campo trincerato e prolungare al massimo la resistenza allo scopo di guadagnare tempo per rafforzare le difese sul fronte della Somme e dell'Aisne, senza prospettare un'immediata evacuazione, mentre il generale Gort e i comandi britannici coscienti della drammaticità della situazione a causa della superiorità del nemico e dell'imminente resa dell'esercito belga, cercavano di accelerare le manovre di ritirata per salvare via mare la maggior parte delle truppe.
Nel frattempo un evento di portata decisiva si era verificato il 24 maggio: i generali von Rundstedt e von Kluge decisero di arrestare l'avanzata da sud delle Panzer-Division in previsione dell'attesa dura resistenza nemica nel settore paludoso e difficile delle Fiandre, e per risparmiare le forze corazzate in vista della seconda fase della campagna di Francia. Hitler, giunto al quartier generale del gruppo d'armate A a Charleville nel pomeriggio dello stesso giorno, confermò subito l'ordine di arresto delle divisioni corazzate dei generali Kleist e Hoth; verosimilmente il Führer era ugualmente preoccupato delle possibili perdite di panzer contro le difese alleate e, ormai poco interessato alla conclusione di una battaglia ritenuta già vinta contro le truppe accerchiate, era invece concentrato nella pianificazione ed organizzazione del Fall Rot.

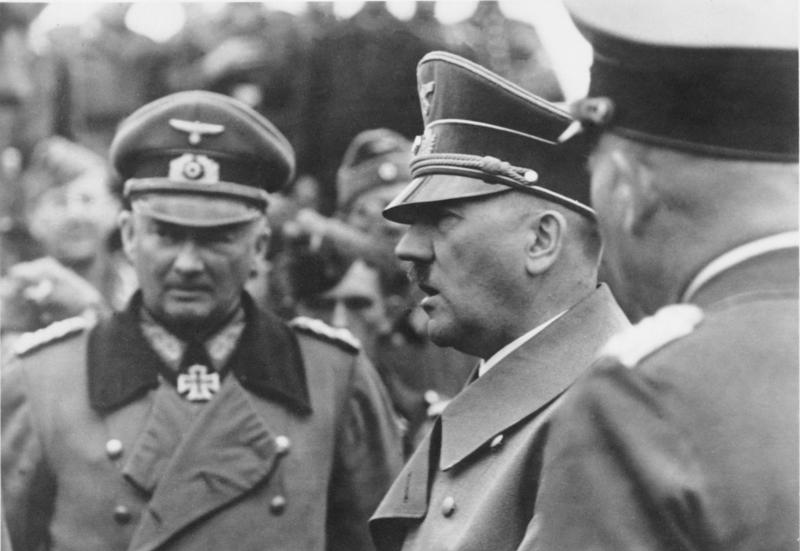
Adolf Hitler con i suoi generali durante la campagna d'occidente; alla sua destra il generale Günther von Kluge

Hitler ed il comando tedesco (anche se i generali von Brauchitsch e Halder si opposero inutilmente all'ordine di arresto) sottovalutarono le possibilità tecniche di un'evacuazione in massa via mare e ritennero che la maggior parte delle truppe alleate sarebbero ugualmente state distrutte dall'inesorabile avanzata delle forze di fanteria del gruppo d'armate B. L'intervento di Hermann Göring, che evidenziò i meriti e la potenza della sua Luftwaffe e sollecitò un pieno impiego delle forze aeree per impedire l'evacuazione e distruggere le truppe accerchiate, convinse ulteriormente il Führer, desideroso forse di dare il massimo prestigio alla Luftwaffe. Non sono mancate nella storiografia speculazioni su possibili intenti nascosti di Hitler diretti ad evitare, con l'inattesa e improvvisa sospensione dell'avanzata dei panzer, una sconfitta totale e la resa dell'esercito britannico per non esacerbare la volontà di proseguire la guerra della Gran Bretagna e favorire al contrario la possibilità di un compromesso anglo-tedesco dopo la caduta della Francia. La realtà però era ben diversa; i tedeschi con la conclusione vittoriosa del "Piano Giallo", si stavano ora preparando ad eseguire il "Piano Rosso", ossia il secondo tempo della campagna ad ovest che avrebbe condotto alla vittoria finale. Il 31 maggio Hitler aveva intenzione di lanciare una potente offensiva sull'Aisne e sulla Somme per rompere il fronte e prendere da tergo le armate francesi ancora intatte dietro la linea Maginot, e per questo fin dal 24 maggio appoggiò le richieste di von Rundstedt e von Kluge per concedere alcune ore di riposo e rifornimento alle forze corazzate. Apparentemente non vi era più ragione di precipitarsi, Dunkerque era circondata e la Luftwaffe avrebbe martellato le truppe anglo-francesi chiuse nella sacca: «Dunkerque deve essere lasciata all'aviazione», ordinò espressamente Hitler. Brauchitsch sostenne vigorosamente di dover applicare la massima pressione sul fianco sud della sacca e portare a termine la cattura del nemico prendendo Dunkerque, ma Hitler fu inflessibile e determinato a risparmiare i carri armati. Fu il primo dei grandi errori tattici di Hitler, del quale una certa responsabilità è imputabile a von Rundstedt, giacché anticipò e poi confermò l'ordine di Hitler nonostante le corrette rimostranze di Brauchitsch.
La sosta delle Panzer-Division che si prolungò dal 24 al 26 maggio nel settore sud della sacca, diede un prezioso respiro alle esauste forze alleate accerchiate che poterono rafforzare il loro schieramento e organizzare la ritirata verso Dunkerque; mentre lo stesso intervento della Luftwaffe, intralciato dal tempo instabile e duramente contrastato dai caccia della RAF decollati dall'Inghilterra, non poté avere effetti decisivi. Il 26 maggio di fronte all'evidenza del rafforzamento delle difese della sacca e dei primi segni di evacuazione via mare, Hitler e il comando tedesco ridiedero il via alle divisioni corazzate a sud che, raggruppate nel Panzergruppe Kleist (XIX e XXXXI Panzerkorps) e nel Panzergruppe Hoth (XVI e XXXIX Panzerkorps), ripresero l'offensiva ora però aspramente contrastata dalle divisioni britanniche e francesi schierate tra Gravelines, Wormhout, Cassel, Hazebrouck, Béthune e Lens.

### Ritirata combattuta verso Dunkerque

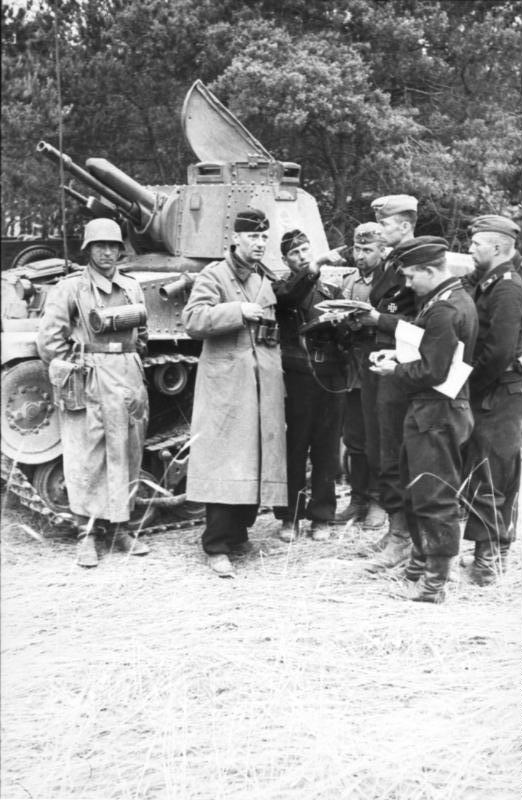
Dopo essere state costrette inizialmente a fermarsi dagli ordini superiori, le Panzertruppen (qui reparti della 6. Panzer-Division) parteciparono ai combattimenti per distruggere le truppe alleate accerchiate.

Il 26 maggio il generale Gort inviò il generale Ronald Adam, comandante del 3º corpo d'armata del BEF a Dunkerque per organizzare la costituzione del campo trincerato che sarebbe stato progressivamente rafforzato con l'arrivo dei vari reparti anglo-francesi in ritirata, e coordinare i piani di difesa e di evacuazione con il comando francese sul posto guidato dall'ammiraglio Jean Abrial e dal generale Fagalde. Le preoccupazioni maggiori del generale Adam erano rivolte al settore sud della sacca difeso dalle deboli forze francesi del 16º corpo d'armata che stavano per essere attaccate delle truppe corazzate del generale Guderian. In realtà la situazione stava precipitando nel settore belga dove le divisioni tedesche della 6ª armata avevano sfondato tra Tielt e Roulers, in direzione di Menin e Ypres mettendo in pericolo tutto lo schieramento alleato e minacciando di aggirare il fianco sinistro del 2º corpo d'armata britannico. Fin dal 25 maggio re Leopoldo del Belgio, di fronte ai segni di cedimento dell'esercito, alla situazione strategica ritenuta senza speranza e al caos nelle retrovie tra i profughi che avevano abbandonato i territori invasi, si era deciso nonostante il parere negativo del governo belga ad abbandonare la lotta e ad arrendersi ai tedeschi. Il 27 maggio, dopo aver avvertito il governo britannico senza preventive consultazioni con i comandanti alleati sul campo o con il governo francese, Leopoldo accettò di firmare la capitolazione del suo esercito e sospendere le operazioni nel settore settentrionale della sacca.
Il generale Brooke, comandante del 2º corpo d'armata britannico schierato sul fianco destro dell'esercito belga, dovette quindi improvvisare un nuovo schieramento per chiudere il varco e proteggere sul fronte nord-est la ritirata delle truppe britanniche verso il campo trincerato di Dunkerque, impiegando il raggruppamento del generale Franklyn (5ª e 50ª divisione fanteria) che aveva abbandonato fin dal 24 maggio Arras. In un primo momento in realtà solo la 143ª brigata della 48ª divisione fanteria era presente sul posto e condusse quindi i combattimenti iniziali sulla linea Ypres-Comines; solo durante il 27 maggio arrivarono due brigate della 5ª divisione fanteria (la 17ª del generale Stopford e la 13ª del generale Dempsey) che presero posizione sulla sinistra tra Houthem e Ypres, e affrontarono durante tutto il giorno gli attacchi delle tre divisioni fanteria tedesche del IV corpo d'armata del generale Schwedler (18ª, 31ª e 61ª) della 6ª armata del generale von Reichenau.
Dopo aspri scontri la 13ª e la 17ª brigata furono costrette a ripiegare in attesa dell'arrivo della 150ª brigata della 50ª divisione fanteria che nella serata del 27 maggio prese posizione a Zillebeke e rafforzò le difese del 2º corpo d'armata. La situazione del generale Brooke rimaneva estremamente precaria e nelle ore successive il comandante britannico fece intervenire in successione altre forze per tenere le linee e poi ripiegare con ordine dietro l'Yser. Elementi della 1ª divisione fanteria del generale Alexander e due brigate della 4ª divisione (10ª e 11ª) furono quindi schierate tra il Lys, Comines e Wytschaete e consolidarono la resistenza britannica nonostante i pericolosi attacchi della 18ª divisione di fanteria tedesca.

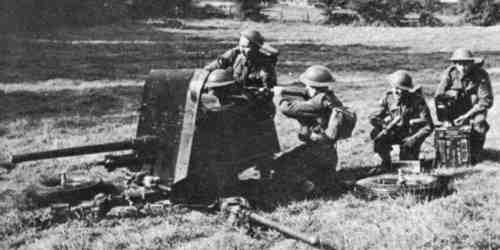
Cannone anticarro britannico da 40 mm in azione.

Il 28 maggio arrivarono anche l'8ª e la 9ª brigata della 3ª divisione fanteria del generale Montgomery, che avevano effettuato una drammatica ritirata notturna sotto la pioggia e il fuoco incrociato dell'artiglieria tedesca e britannica. Nonostante i successi difensivi le linee tra Ypres e Comines erano ormai indifendibili e inoltre, essendo già iniziata l'evacuazione via mare, non bisognava attardarsi nel ripiegare verso Dunkerque. Pertanto la notte del 28 maggio il comando britannico decise di iniziare la ritirata finale: la 3ª e la 50ª divisione iniziarono a muovere verso la linea Poperinge-Noordschote, dopo aver fatto saltare tutti i ponti sull'Yser, impedendo in questo modo al IX e all'XI corpo d'armata tedesco di proseguire oltre Dixmude verso Nieuport. La 5ª divisione fanteria invece rimase bloccata tutto il 28 maggio a Ypres e subì gravissime perdite: la 17ª brigata fu distrutta, e solo la 13ª brigata, decimata, riuscì a ritirarsi verso Poperinge e ad attraversare l'Yser per proseguire verso Dunkerque, coperta dalla 3ª e dalla 50ª divisione di fanteria.
Il 29 maggio la 30ª divisione di fanteria tedesca attaccò le posizioni di Poperinge e Steenstraat, difese dalla 8ª brigata della 3ª divisione fanteria, costringendo i britannici, dopo pesanti perdite, a ripiegare verso il campo di Dunkerque, dove erano già schierati reparti della 1ª e della 46ª divisione, per organizzare l'ultima resistenza e il reimbarco finale.
Mentre si svolgevano questi scontri sul lato orientale del corridoio, e mentre proseguiva, tra ingorghi e confusione, la difficile marcia delle colonne alleate per raggiungere Dunkerque ed essere evacuate, dal 27 maggio si accesero combattimenti ancora più violenti nel settore occidentale della sacca alleata, dove, dopo una sosta di due giorni, le divisioni corazzate tedesche rientrarono in azione.

### L'ultima resistenza e la resa di Lilla

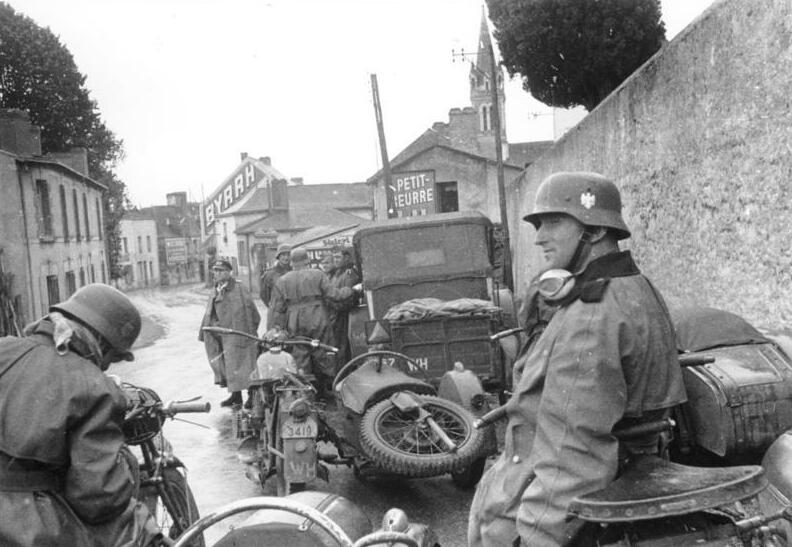
Le colonne motorizzate della Wehrmacht durante le operazioni sul fronte occidentale.

Il 27 maggio il generale Guderian riprese l'attacco sul canale Aa con la 1. Panzer-Division, la SS "Leibstandarte Adolf Hitler" e il reggimento "Grossdeutschland": dopo aver raggiunto e conquistato Gravelines, proseguì ancora fino a 8 km da Dunkerque che poté colpire con la sua artiglieria, ma venne fermato dall'inattesa e aspra resistenza della 68ª Divisione fanteria francese, schierata sul canale di Mordyck, e dalle inondazioni del terreno. La situazione alleata divenne invece critica ad est dove si difendevano le divisioni del 3º Corpo d'armata britannico (passato al comando del generale Wason dopo l'arrivo a Dunkerque del generale Adam): lungo il canale La Bassée la 2ª Divisione fanteria del generale Irwin venne attaccata dalle quattro Panzer-Division del Panzergruppe Hoth e dalle SS "Verfügungs" e "Totenkopf". La 6ª Brigata venne sbaragliata dalla soverchiante potenza dei panzer e a Béthune anche la 4ª Brigata venne distrutta dall'attacco della 4. Panzer-Division e della "Totenkopf" (che si macchio di alcuni crimini di guerra su prigionieri inglesi). Infine la 7. Panzer-Division del generale Erwin Rommel attaccò la 5ª Brigata della 2ª Divisione fanteria, conquistò un'ampia testa di ponte sul canale e proseguì verso nord, incuneandosi tra i britannici e il 5º Corpo d'armata francese, minacciando le vie di comunicazione della 1ª Armata francese in fase di ripiegamento oltre la Scarpe.

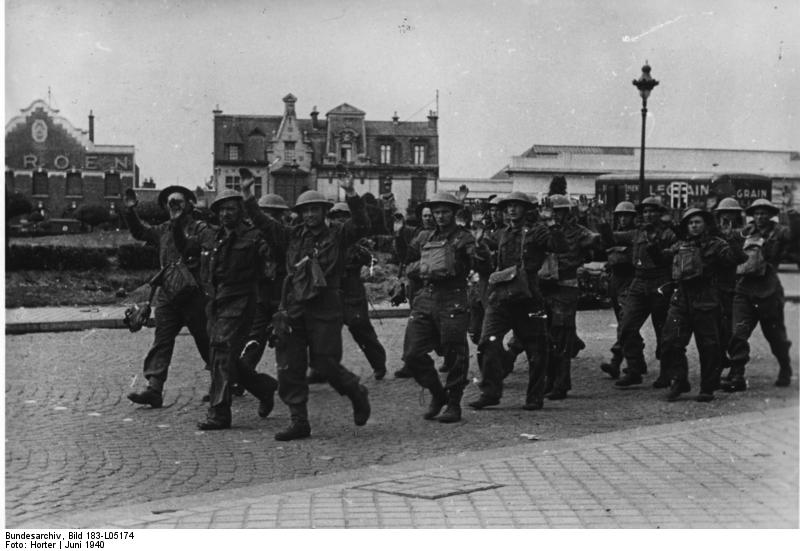
Prigionieri britannici catturati durante i duri scontri nel settore meridionale della sacca alleata.

A destra della 2ª Divisione si battevano intorno ai capisaldi di Wormhout, Cassel e Hazebrouck, la 44ª e la 48ª Divisione fanteria britanniche che dovettero subire l'attacco delle due Panzer-Division del 41º Panzerkorps del generale Reinhardt; intralciate dalle piogge e dal terreno viscido, le forze tedesche dovettero combattere duramente contro l'aspra resistenza britannica. Mentre la 2ª Divisione, ormai decimata, il 28 maggio ripiegava verso Dunkerque, le tre brigate della 44ª Divisione difesero strenuamente Hazebrouck prima di ripiegare, pressate dalla 8. Panzer-Division, sul Mont des Cats; quindi alle ore 10.00 del 29 maggio il generale Osborne, comandante della divisione, decise di proseguire la ritirata verso Poperinge e quindi Dunkerque. A Cassel e a Wormhout la situazione britannica era ancor più difficile; la "Leibstandarte Adolf Hitler" conquistò la sera del 28 maggio Wormhout dove vennero sommariamente uccisi altri prigionieri britannici della 48ª Divisione, mentre la Usherforce abbandonò Socx e si trincerò a Bergues dove rimase accanitamente fino al 30 maggio prima di abbandonare la cittadina; infine il generale Thorne decise di ritirarsi con i resti della sua 48ª Divisione, ma a Cassel la 145ª Brigata venne accerchiata dalla 6. Panzer-Division e costretta alla resa nella serata del 29 maggio.
Nel frattempo la manovra della 7. Panzer-Division di Erwin Rommel rinforzata da una parte dei panzer della 5. Panzer-Division, superò il canale La Bassée il 27 maggio e aveva proseguito verso nord-est per cercare di congiungersi con le truppe della 6ª Armata tedesca, mettendo in grave pericolo le divisioni francesi della 1ª Armata del generale Prioux che erano schierate nel fondo della sacca e che dopo essere rimaste a sud della Scarpe, avevano finalmente iniziato a ripiegare il 26 maggio, cercando di varcare la Deûle. Il 4º Corpo d'armata (generale Aymes) riuscì inizialmente a sganciarsi con un certo ordine e si raggruppò a Seclin in attesa di attraversare il Lys, mentre il 5º Corpo d'armata (generale Altmeyer) venne bersagliato dal fuoco di artiglieria tedesco e dagli attacchi aerei della Luftwaffe e si disgregò sulla strada di Carvin perdendo la sua coesione e frammischiandosi con le colonne del 4º Corpo.

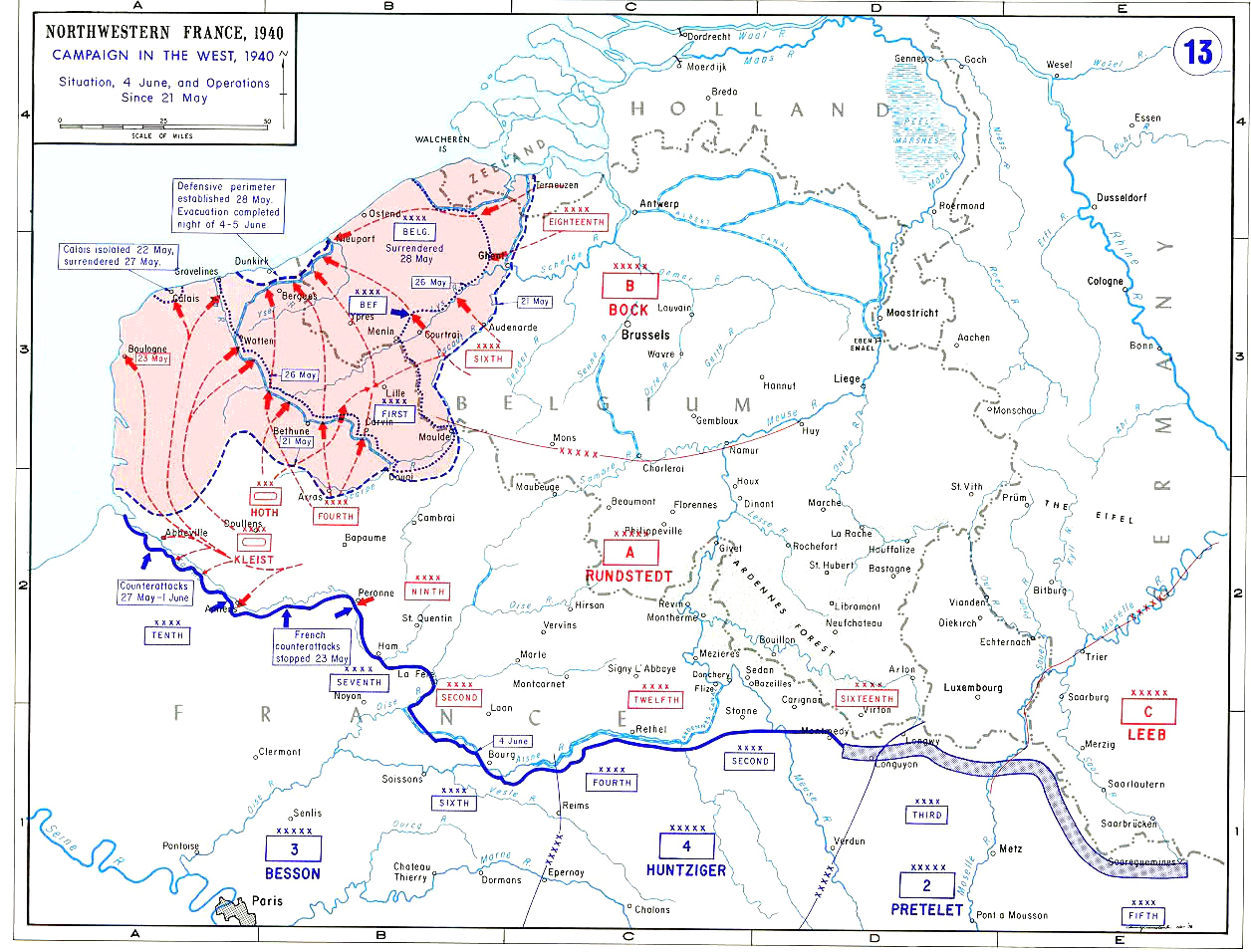
Le fasi culminanti della battaglia di Dunkerque, dal 21 maggio al 3 giugno 1940.

Solo il 3º Corpo d'armata, guidato energicamente dal generale La Laurencie, riuscì a ripiegare con successo portando con sé verso Dunkerque la 12ª e la 32ª Divisione fanteria, una parte della 1ª Divisione motorizzata ed i resti delle tre Divisioni Leggere Meccanizzate (ridotte il 30 maggio a soli 40 mezzi corazzati in totale). Anche i quartier generali del 4º e del 5º Corpo d'armata riuscirono a sfuggire ed a raggiungere il campo trincerato, ma le sette divisioni che componevano queste formazioni vennero irrimediabilmente isolate il 28 maggio a sud della Deûle ed intorno a Lilla, dalla manovra della 7. Panzer-Division che si congiunse con le tre divisioni fanteria del 4º e del 27º Corpo d'armata della 6ª Armata tedesca ad ovest di Lilla, mentre la 5. Panzer-Division conquistava Armentières e le due divisioni del 2º Corpo d'armata della 4ª Armata tedesca chiudevano il cerchio da sud.

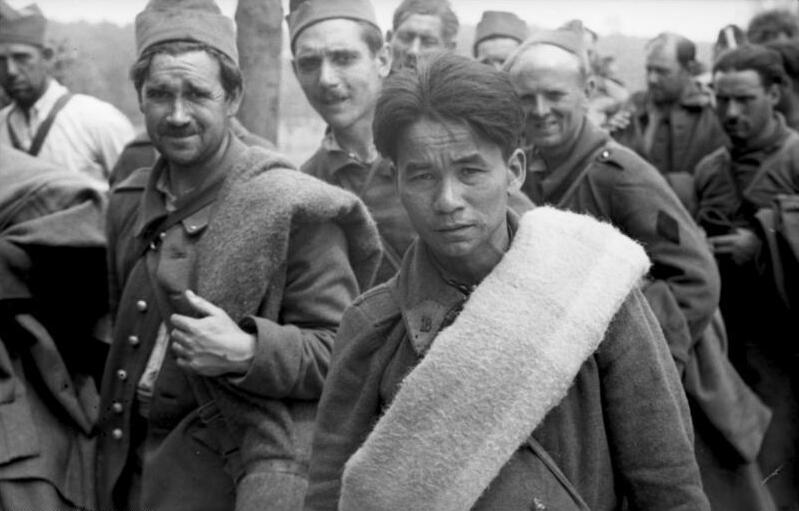
Numerosi prigionieri francesi catturati nella sacca di Lilla.

La ritirata francese era fallita in primo luogo per la situazione tattica molto più difficile, essendo le forze della 1ª Armata schierate a oltre 100 km dal perimetro di Dunkerque ed essendo minacciate sui due fianchi dalle colonne convergenti tedesche, ma anche per le incertezze e la confusione dei comandi francesi che ancora, durante la conferenza di Cassel del 28 maggio tra l'ammiraglio Abrial e i generali Blanchard, Koeltz, Prioux e Adam, non si mostrarono favorevoli all'evacuazione via mare e rimasero decisi, come Blanchard dichiarò esplicitamente a Gort in un secondo incontro, ad organizzare un'ultima resistenza sul campo senza ripiegare. Solo il 31 maggio, dopo la visita di Churchill a Parigi e i suoi colloqui con i dirigenti politico-militari francesi, il generale Weygand autorizzò l'ammiraglio Abrial ad evacuare le truppe francesi. Lo stesso generale Prioux, comandante della 1ª Armata, decise di non ripiegare ulteriormente e rimase con il suo stato maggiore al posto di comando di Steenwerk dove il 28 maggio venne catturato dalle truppe tedesche.
La situazione delle sette divisioni francesi accerchiate nell'area di Lilla divenne rapidamente disperata; le truppe e i comandi diedero segni di sbandamento e i reparti rifluirono nella città di Lilla dove, nella confusione dovuta alle difficoltà di organizzare la difesa in una grande area urbanizzata, le formazioni, esauste e demoralizzate, in parte si disgregarono. Nonostante la stanchezza e la frustrazione vennero ugualmente costituite delle difese: a sud della città il generale Alphonse Juin schierò la sua 15ª Divisione motorizzata, mentre ad ovest due divisioni si radunarono a Loos e Canteleux, e un nucleo più consistente ed organizzato si raggruppò a Haubourdin con tre divisioni al comando del generale Molinié, il comandante della 25ª Divisione motorizzata che, in assenza dei generali di corpo d'armata, assunse il comando di tutte le truppe accerchiate. La sera del 28 maggio venne anche effettuato senza successo un tentativo di rompere l'accerchiamento; per altri tre giorni le truppe francesi si batterono ancora ostinatamente nell'area urbana di Lilla tenendo impegnate cinque divisioni fanteria tedesche e parte di due divisioni corazzate. Il 31 maggio il generale Molinié finalmente si arrese con l'onore delle armi alle truppe tedesche che catturarono oltre 40000 prigionieri; la tenace difesa aveva in parte contribuito, impegnando molti reparti nemici della 4ª e della 6ª Armata, alla ritirata delle forze anglo-francesi verso il perimetro di Dunkerque.

### Il perimetro di Dunkerque
La sera del 30 maggio finalmente tutte le truppe britanniche e francesi superstiti entrarono nel perimetro di Dunkerque; prima di raggiungere le spiagge per l'imbarco vennero date disposizioni per distruggere tutti gli automezzi e sabotare cannoni ed equipaggiamento pesante. Solo gli uomini sarebbero stati evacuati, enormi quantità di materiali sarebbero rimaste abbandonate sulle spiagge, mentre numerosi mezzi sarebbero stati impiegati per formare pontili improvvisati per favorire l'imbarco dei soldati direttamente dalle spiagge, dopo la distruzione del porto della città dagli attacchi aerei nemici. Le ultime fasi della ritirata erano state frenetiche e drammatiche: la 3ª, la 5ª, la 42ª e la 50ª Divisione fanteria britanniche il 28 maggio ripiegarono con grande difficoltà dietro l'Yser e in particolare la 3ª Divisione del generale Montgomery subì nuove perdite. Il 29 maggio la 2ª e la 48ª Divisione del 3º Corpo d'armata, decimate e non più in grado di battersi in modo efficace, raggiunsero le spiagge e cominciarono ad imbarcarsi per prime nella notte, seguite nelle ore successive dalle malconce 5ª e 44ª Divisione fanteria.

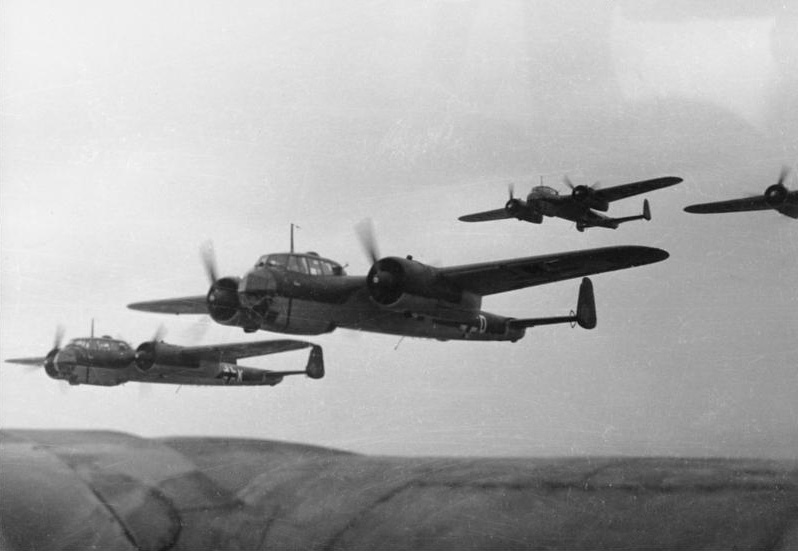
Bombardieri Dornier do.17 tedeschi in volo durante la campagna di Francia.

Sulla sinistra delle linee difensive, la 4ª e la 3ª Divisione del 2º Corpo d'armata del generale Brooke difesero con successo il 28 e il 29 maggio Nieuport e Furnes contro gli attacchi incessanti della 56ª, 208ª e 256ª Divisioni fanteria tedesche; il 29 maggio subì invece gravi perdite, attaccata dalla 256ª Divisione, la 60ª Divisione fanteria francese, schierata sul canale di Derivation fino a Zeebrugge; solo un reggimento riuscì a raggiungere le spiagge di Bray-Dunes. Il 29 maggio la situazione divenne difficile anche a Nieuport, dove si battevano le tre brigate della 4ª Divisione, e ad Furnes dove la 3ª Divisione dovette cedere terreno contro la 56ª Divisione tedesca.
Il 29 arrivarono al perimetro di Dunkerque anche la 1ª Divisione fanteria del generale Alexander che, ancora in buone condizioni, si schierò a Hoondschote, ed i resti del 3º Corpo d'armata francese (12ª, 32ª Divisione fanteria, elementi della 2ª Divisione nordafricana e della 1ª Divisione motorizzata, reparti superstiti delle tre Divisioni leggere meccanizzate) che si schierò ad est di Bray-Dunes. Il 30 maggio arrivarono infine gli ultimi reparti della 3ª e della 50ª Divisione fanteria che abbandonarono e distrussero tutti i loro mezzi prima di prendere posizione tra Furnes e Houthem.
Il perimetro era ora difeso a est dal 2º Corpo britannico del generale Brooke, al centro dal 1º Corpo del generale Barker e dai francesi del generale La Laurencie ed a ovest dai resti del 3º Corpo che stava reimbarcandosi per primo, dalla Usherforce che ancora difendeva Bergues, e dalla 68ª Divisione fanteria francese che rimaneva abbarbicata a Mardyck, resistendo agli attacchi della 9. Panzer-Division e di altri reparti tedeschi. Il mattino del 31 maggio quindi il perimetro di Dunkerque resisteva ancora in attesa del previsto attacco finale delle dieci divisioni tedesche radunate intorno alla testa di ponte.

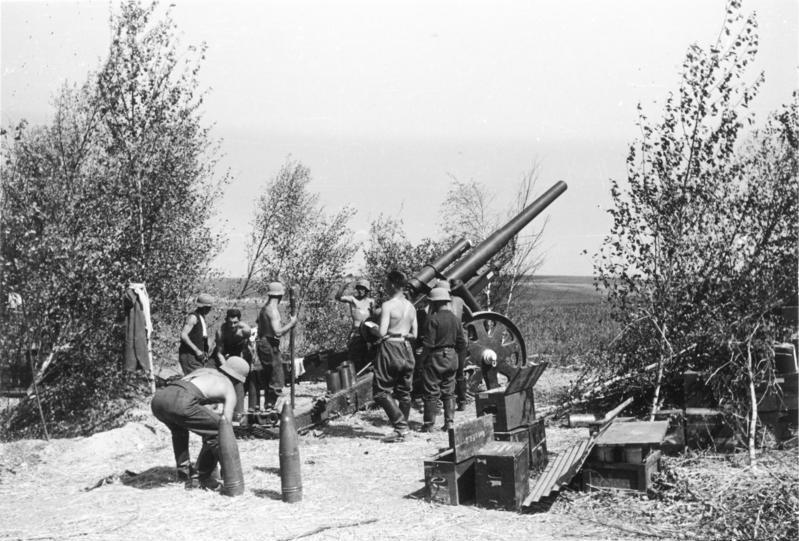
L'artiglieria tedesca colpisce le linee alleate.

In realtà fin dal 29 maggio Hitler aveva preso una nuova e sorprendente decisione; sempre più concentrato sull'imminente Fall Rot, la seconda fase dell'offensiva contro la Francia, il Führer aveva deciso di ritirare definitivamente tutte le Panzer-Division dal settore di Dunkerque e di rischierarle sulla Somme e sull'Aisne per il nuovo attacco; inoltre anche i comandi della 4ª e della 6ª Armata vennero trasferiti a sud e quindi il compito di schiacciare la testa di ponte alleata, ritenuto da Hitler ormai di minore importanza, venne lasciato alla sola 18ª Armata del generale Georg von Küchler con le sue dieci divisioni fanteria strette intorno al perimetro. Verosimilmente Hitler e l'alto comando tedesco sottovalutarono le possibilità tecniche di un reimbarco via mare sotto i colpi della Luftwaffe, e quindi ritennero che la maggior parte delle truppe alleate, ritenute erroneamente non molto numerose, sarebbero rimaste bloccate a Dunkerque e sarebbero cadute facilmente in mano tedesca.
Mentre i tedeschi ritiravano le preziose dieci divisioni corazzate dei generali Kleist e Hoth e apparentemente annettevano minore importanza alla distruzione delle truppe nemiche ripiegate a Dunkerque, continuava l'evacuazione via mare dei soldati alleati dai moli del porto e direttamente dalle spiagge a est (Malo-les-Bains, Bray-Dunes e La Panne). Le operazioni si svolsero comprensibilmente nella confusione, mentre migliaia di soldati rimanevano per ore ammucchiati sulle dune completamente esposti al fuoco dell'artiglieria e degli aerei nemici, in attesa degli imbarchi durante la notte. il 30 maggio si imbarcarono anche i generali Brooke, che lascio il comando del 2º Corpo a Montgomery, ed Adam che abbandonò Dunkerque dopo il completamento del reimbarco del suo decimato 3º Corpo; il 31 maggio anche Lord Gort, seguendo le tassative indicazioni di Churchill, rientrò in Gran Bretagna dal suo Quartier generale di La Panne, dopo aver passato dalle ore 18.00 il comando in capo dei resti del BEF e del 1º Corpo (che evacuò per ultimo tra i reparti britannici) al generale Alexander.

## Operazione Dynamo

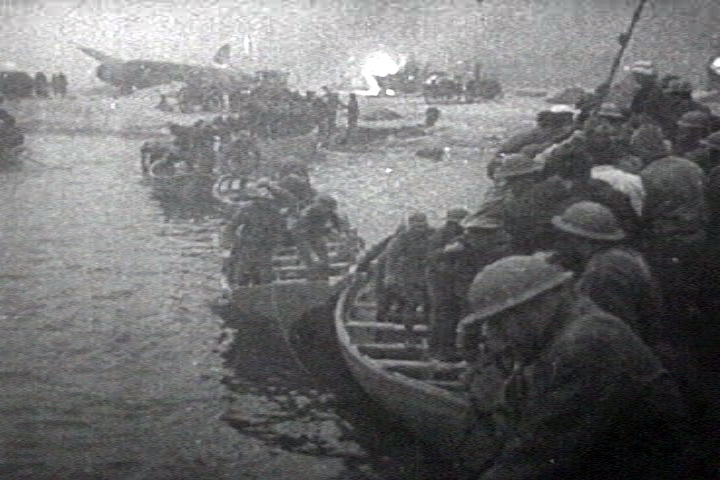
Una drammatica fase dei reimbarchi.

Con sorprendente tempestività fin dal 14 maggio l'Ammiragliato britannico aveva diffuso una disposizione precauzionale richiedendo informazioni dettagliate ai proprietari di imbarcazioni per un loro eventuale impiego in operazioni navali a sostegno del Corpo di spedizione britannico. Il 19 maggio la situazione sul campo rese evidente che queste misure, che avevano riscontrato un grande successo tra i privati, erano state assolutamente tempestive: in quel giorno l'ammiraglio Bertram Ramsay prese il comando a Dover dell'organizzazione e della pianificazione di una possibile evacuazione via mare delle forze britanniche, ed il mattino del 20 maggio lo stesso Churchill, che nelle tempestose riunioni al vertice mostrava ancora ottimismo ed incitava i francesi a contrattaccare, autorizzò l'Ammiragliato ad iniziare a raccogliere naviglio nei porti per intervenire, se necessario, in soccorso dell'esercito sul continente.
L'ammiraglio Ramsay pianificò le operazioni in fretta e con efficienza, grazie anche all'abilità dei suoi collaboratori guidati dal capitano William Tennant, che avrebbe diretto le operazioni direttamente dalle spiagge e che raggiunse Dunkerque il pomeriggio del 27 maggio iniziando subito a mettere ordine nelle operazioni. Fin dall'inizio, di fronte all'imminente caduta di Boulogne e Calais, venne scelto il grande porto di Dunkerque e le sue ampie spiagge a est come area di concentramento ed evacuazione; un gran numero di cacciatorpediniere e imbarcazioni più piccole vennero radunate a Dover, vennero requisiti mercantili, traghetti, postali a vapore, navi costiere e i preziosi schuit olandesi; le ferrovie britanniche vennero mobilitate per organizzare il trasporto all'interno della gran massa di soldati che sarebbero affluiti a Dover. Alle ore 18:57 del 26 maggio l'Ammiragliato diramò l'ordine all'ammiraglio Ramsay di iniziare ufficialmente la cosiddetta operazione Dynamo, e il cacciatorpediniere Mona's Isle giunse per primo a Dunkerque nella notte dando inizio ai reimbarchi; in realtà nei giorni precedenti 26000 soldati britannici non combattenti, delle retrovie e dei comandi, erano già stati riportati in patria.

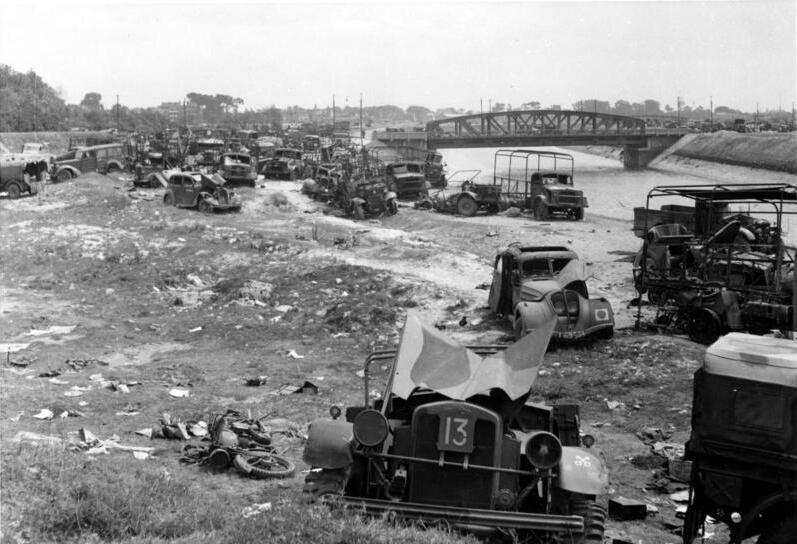
I resti della ritirata e della disfatta alleata.

A causa dell'occupazione tedesca di Gravelines (da dove l'artiglieria pesante poteva battere il canale della Manica) la più breve rotta delle navi, la Route Z, da Dover a Dunkerque dovette presto essere sostituita dalle più lunghe ma più sicure Route X e Route Y; inoltre fin dal 27 maggio il porto di Dunkerque venne colpito dagli aerei tedeschi e distrutto, i serbatoi di carburante furono incendiati ed enormi nuvole di fumo nero si levarono sulla città, costringendo ad effettuare l'evacuazione direttamente dalle spiagge o dal molo-est che rimase utilizzabile per i cacciatorpediniere, e da cui si imbarcarono la maggioranza dei soldati. A favore dell'evacuazione furono invece il mare, che rimase quasi sempre calmo, l'instabilità del tempo che per alcune giornate decisive fu nuvoloso e coperto, intralciando l'intervento in massa della Luftwaffe, e soprattutto il contributo dei caccia del RAF Fighter Command britannico che impegnò a rotazione 32 squadriglie di Hurricane e dei più moderni Spitfire.
Gli scontri aerei furono incessanti sopra Dunkerque: molte formazioni di bombardieri tedeschi furono intercettate e duramente colpite, anche i caccia britannici, vennero affrontati dai caccia tedeschi Messerschmitt Bf 109 spesso guidati da piloti più esperti ed impiegati con tattiche più flessibili e moderne, subendo molte perdite. Gli Stuka riuscirono spesso a passare e devastarono il porto e le spiagge ricolme di soldati allo scoperto, mentre furono colpite numerose imbarcazioni e navi al largo. Delle 693 imbarcazioni di tutti i tipi che parteciparono all'evacuazione, 226 furono affondate tra cui sei cacciatorpediniere, ma, nonostante queste pesanti perdite i risultati furono superiori alle più ottimistiche ipotesi di riportare in salvo solo una minima parte del BEF.

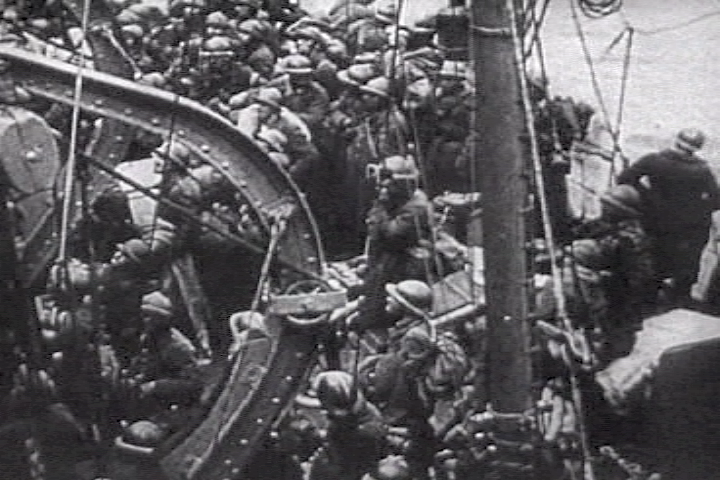
Soldati francesi durante le frenetiche operazioni di reimbarco.

### L'evacuazione via mare
L'operazione Dynamo non ebbe un inizio molto favorevole; nella notte del 27 maggio un gran numero di imbarcazioni inclusi pescherecci e navi da turismo, insieme a mercantili dell'esercito e della marina reale, furono inviate a Dunkerque e verso le vicine spiagge per imbarcare le truppe già presenti, ma a causa dell'incessante fuoco tedesco solo 7669 soldati furono recuperati. Nei giorni successivi i risultati migliorarono: il 28 maggio altri dieci cacciatorpediniere furono richiamati e raggiunsero il luogo delle operazioni rimanendo al largo mentre scialuppe e imbarcazioni più piccole facevano la spola con le spiagge caricando prevalentemente di notte i soldati. Le operazioni del 28 maggio ebbero maggior successo ma i bombardamenti tedeschi divennero più pesanti e molti vascelli furono affondati o danneggiati. Il 29 maggio le operazioni di reimbarco raggiunsero risultati rimarchevoli e, nonostante gli attacchi della Luftwaffe, vennero evacuati i primi reparti combattenti del 3º corpo d'armata.
Mentre si svolgevano le drammatiche operazioni di evacuazione, ora coordinate dal contrammiraglio William Frederic Wake-Walker, continuavano gli scontri al vertice tra Churchill e i dirigenti politico-militari francesi, sospettosi della ritirata britannica e contrariati dalla precedenza data nei reimbarchi alle truppe britanniche. Anche a Dunkerque il pomeriggio del 31 maggio si verificò un acceso scontro tra l'ammiraglio Abrial, ancora desideroso di difendere ad oltranza una testa di ponte, ed il generale Alexander, ora al comando del BEF, deciso al contrario ad accelerare le operazioni di evacuazione ed a concluderle entro il 1º o il 2 giugno secondo le esplicite direttive ricevute da Londra.

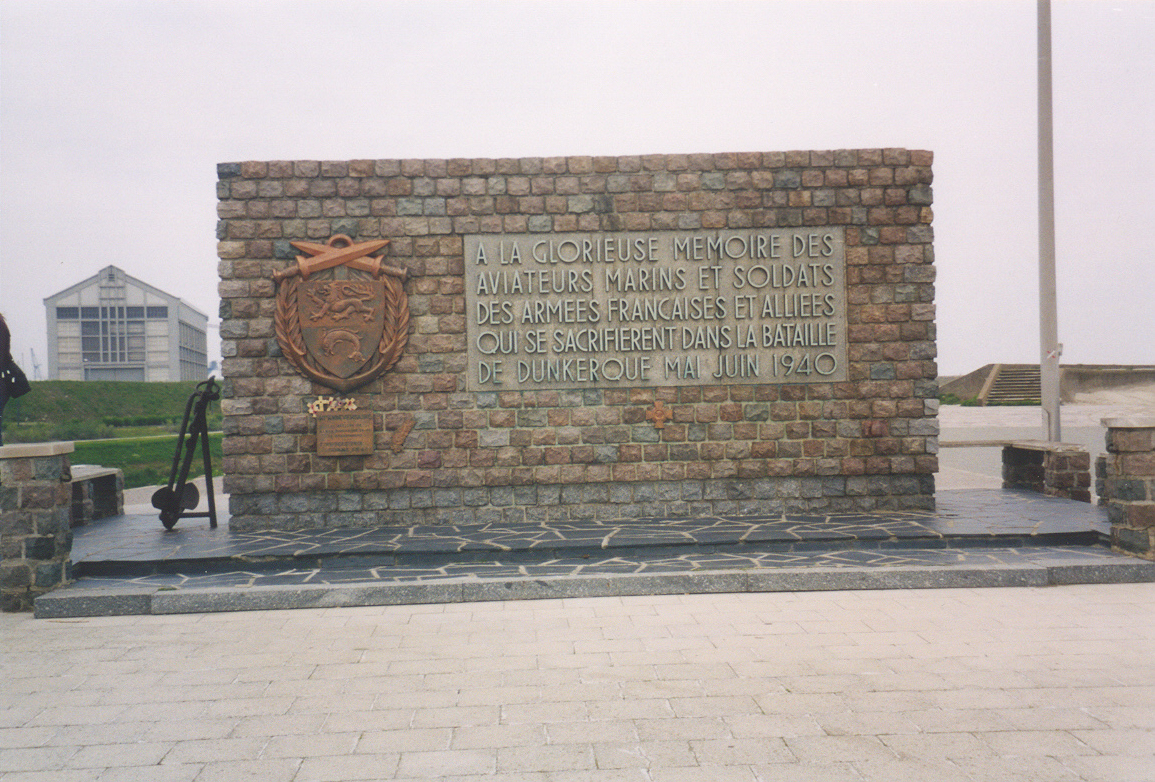
Memoriale dedicato ai soldati alleati che si batterono a Dunkerque.

Il 31 maggio le dieci divisioni tedesche che circondavano il perimetro diedero il via all'attacco finale che venne però ancora duramente contrastato dalle truppe franco-britanniche rimaste. Il 2º corpo d'armata resistette a Nieuport e Furnes fino alla sera del 31 maggio quando finalmente ricevette l'ordine di raggiungere le spiagge: la 3ª e la 4ª divisione fanteria, esauste e molto indebolite, si riversarono in massa sulle dune di La Panne e Bray-Dunes dove vennero reimbarcate quella stessa notte, nonostante gli attacchi della Luftwaffe che affondò tre cacciatorpediniere e ne danneggiò altri sei, costringendo l'Ammiragliato a ritirare temporaneamente tutti i cacciatorpediniere.
Il 1º giugno le ultime forze britanniche rimaste nel perimetro, cinque brigate della 50ª, della 42ª e della 1ª divisione fanteria, erano ancora schierate sul canale Bergues-Furnes e affrontarono l'attacco di quattro divisioni tedesche (14ª, 18ª, 61ª e 254ª), mentre sulla loro sinistra la solida 12ª divisione fanteria francese del generale Janssen e i soldati dello SFF ("Settore fortificato delle Fiandre") sostennero gli attacchi della 56ª e 216ª divisione tedesca, e sulla destra la 68ª divisione francese rimase ancora in posizione a Mardyck. I combattimenti si prolungarono per tutto il giorno, i tedeschi fecero alcuni progressi locali e le truppe britanniche ripiegarono lentamente dietro il canale dei Chats. Durante la notte anche le ultime brigate del 1º corpo d'armata si sganciarono e raggiunsero Dunkerque e Bray-Dunes dove vennero in gran parte evacuati durante la notte, anche se la flotta anglo-francese subì ancora gravi perdite a causa di una violenta incursione della Luftwaffe. Alle ore 03:00 del 2 giugno rimanevano ancora nel perimetro gran parte delle truppe francesi ma solo 6000 soldati britannici, concentrati a Malo-les-Bains, dove era anche il generale Alexander. Alle ore 23:30 del 2 giugno il capitano Tennant e il generale Alexander si imbarcarono finalmente per l'Inghilterra dopo aver perlustrato ancora una volta le spiagge; tutte le residue truppe britanniche erano ormai state imbarcate, l'ultimo battaglione a partire fu il 1º King's Shropshire Light Infantry della 1ª divisione fanteria.

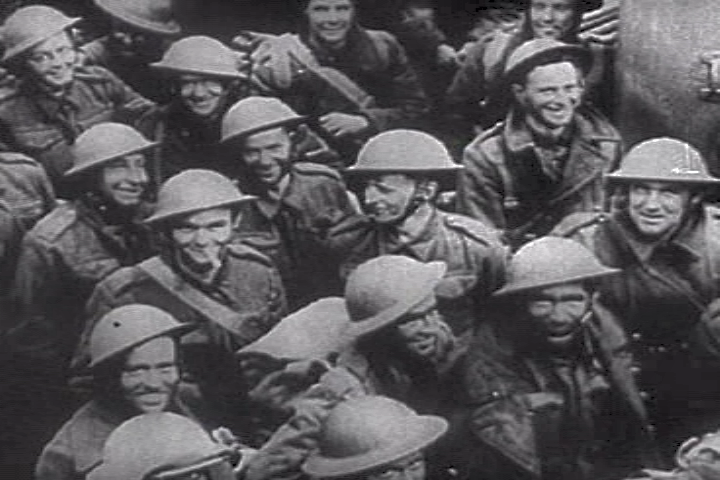
Truppe britanniche reimbarcate a Dunkerque e quindi sfuggite alla cattura.

### Le ultime fasi
Nelle ultime due notti dell'operazione Dynamo le imbarcazioni britanniche e francesi fecero generosi tentativi di reimbarcare anche la maggior parte delle truppe francesi che si battevano disperatamente per frenare le forze tedesche che erano ormai a soli sei km da Dunkerque. Alle 17:00 del 2 giugno cadde Bergues, mentre la 68ª divisione ripiegò ancora con ordine dopo aver ceduto Spyker; la 12ª e la 32ª divisione combatterono con valore fino all'ultimo e lo stesso generale Janssen venne ucciso negli scontri. Il generale Fagalde, responsabile della difesa di quest'ultimo ridotto, riuscì a resistere per altre 24 ore, mentre nella notte venivano evacuati numerosi soldati francesi, appartenenti per la maggior parte ai servizi di retrovia ed alle tre divisioni leggere meccanizzate. Il 3 giugno il perimetro si ridusse ulteriormente, i tedeschi giunsero a un solo km dal porto mentre con il buio i francesi rimasti si diressero sulle spiagge in attesa dell'arrivo delle navi per l'ultima notte.
Tra la confusione e la calca delle truppe disperate in attesa della salvezza, altri soldati francesi vennero imbarcati, ma le navi dovettero interrompere le operazioni alle ore 3:30 del 4 giugno, quando ancora migliaia di francesi erano sulle banchine al comando del generale Allaurent; alle ore 02:00 l'ammiraglio Abrial e i generali Fagalde e La Laurencie si erano imbarcati, mentre per oltre 34000 soldati delle truppe combattenti della 12ª, 32ª e 68ª divisione, giunti troppo tardi, non rimase che la prigionia. Alle ore 3:40 del 4 giugno 1940 lasciò Dunkerque il cacciatorpediniere Shikari, l'ultima nave impegnata nell'operazione Dynamo. Alle ore 09:00 del 4 giugno il generale Beaufre firmò la resa a Dunkerque ormai completamente occupata dalle forze tedesche che raccolsero un enorme bottino di armi ed equipaggiamenti abbandonati sulle spiagge oltre a catturare i resti delle forze francesi che non si era potuto evacuare.

## Bilancio e conseguenze
L'operazione Dynamo si concluse quindi con un sorprendente ed inatteso successo per le forze anglo-francesi permettendo al comando alleato di evitare perdite ancor più pesanti e di salvare un numero rilevante dei soldati di prima linea rimasti isolati a nord del corridoio dei panzer giunto fino alla Manica. La propaganda alleata poté quindi enfatizzare questo quasi miracoloso salvataggio cercando al contempo di minimizzare il catastrofico bilancio complessivo della prima parte della campagna di Francia. Durante lo svolgimento della battaglia le aspettative britanniche erano pessimistiche, Winston Churchill ammonì la Camera dei Comuni di aspettarsi "cattive notizie". Successivamente il primo ministro britannico si è riferito al risultato come ad un "miracolo" e le espressioni di incitamento che si riferiscono al Dunkerque spirit – trionfare di fronte alle avversità – sono ancora usate in Gran Bretagna. In effetti i risultati raggiunti dall'evacuazione furono notevolissimi: in nove drammatici giorni le navi britanniche e francesi evacuarono circa 338000 soldati, di cui 115000 francesi anche se a costo di gravi perdite nel naviglio e nelle file della RAF, che si impegnò al massimo per sostenere la manovra anche se le truppe a terra lamentarono la presunta assenza delle loro aviazioni in un cielo dominato dalla Luftwaffe.
I materiali e gli armamenti delle armate accerchiate dovettero però essere tutti abbandonati o distrutti sulle spiagge o lungo le vie di accesso al perimetro; solo il BEF lamentò la perdita di 1200 cannoni campali, 1250 cannoni anticarro e anti-aerei, 11000 mitragliatrici e 75000 automezzi, perdendo praticamente tutto l'equipaggiamento e le armi moderne disponibili al momento nell'Esercito britannico. La penuria di armi in Gran Bretagna dopo le catastrofiche perdite subite era tale che l'8 giugno si contavano sull'isola solo 420 pezzi da campagna, 54 cannoni anticarro e 105 carri armati medi in tutto.

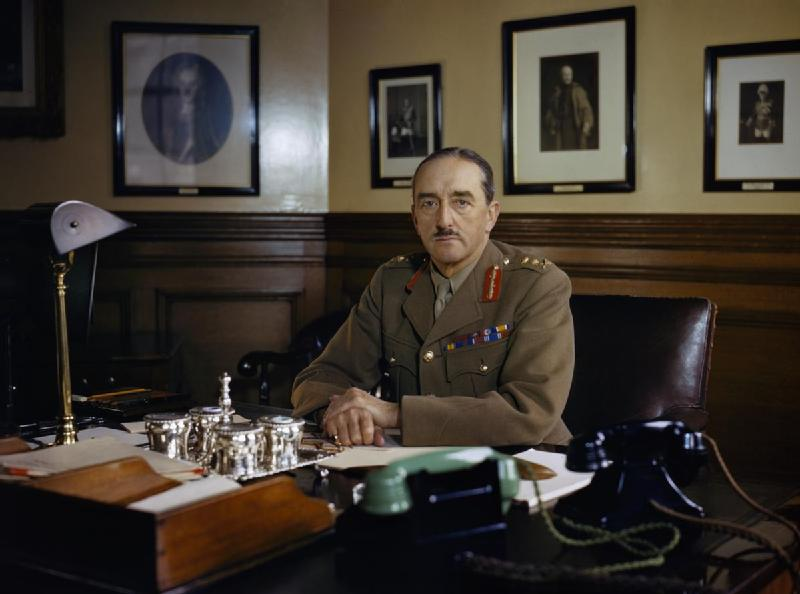
Il generale Alan Brooke, comandante del 2º Corpo d'armata a Dunkerque e futuro Capo dello Stato Maggiore Imperiale dal 1942 al 1945.

Gli scontri durante la battaglia di Dunkerque furono i più aspri e combattuti della prima fase dell'offensiva tedesca ad occidente e costarono gravi perdite sia ai britannici (oltre 3500 morti), che ai francesi (oltre 6000 morti), ma anche l'Esercito tedesco dovette impegnarsi a fondo e lamentò in questa fase la maggior parte delle perdite subite in tutto il Fall Gelb. Dopo il decisivo successo iniziale che pose la Wehrmacht in una posizione strategica imbattibile, lo svolgimento della battaglia e l'evacuazione alleata fu indubbiamente una parziale delusione per il comando tedesco che si vide sfuggire all'ultimo momento alcuni dei reparti migliori del nemico che potenzialmente sarebbero quindi potuti rientrare in campo in un secondo momento della guerra. I motivi della mancata cattura totale delle truppe accerchiate vanno ascritti soprattutto alle incertezze ed ai ritardi di Hitler e del comando tedesco, alla mancata percezione delle possibilità di un'evacuazione via mare, ad una sottovalutazione della resistenza nemica e della potenza della RAF. Motivazioni nascoste legate a complessi calcoli politico-diplomatici di Hitler, eventualmente speranzoso in un accordo anglo-tedesco, rimangono ancora oggetto di discussione. Dubbie rimangono anche le possibili conseguenze che si sarebbero prodotte dopo una distruzione totale del BEF a Dunkerque; verosimilmente la guerra sarebbe ugualmente continuata e le difficoltà per i tedeschi di uno sbarco in Inghilterra sarebbero rimaste; del resto Churchill si proclamò sempre risoluto a battersi anche a costo di abbandonare le isole e ripiegare in Canada.

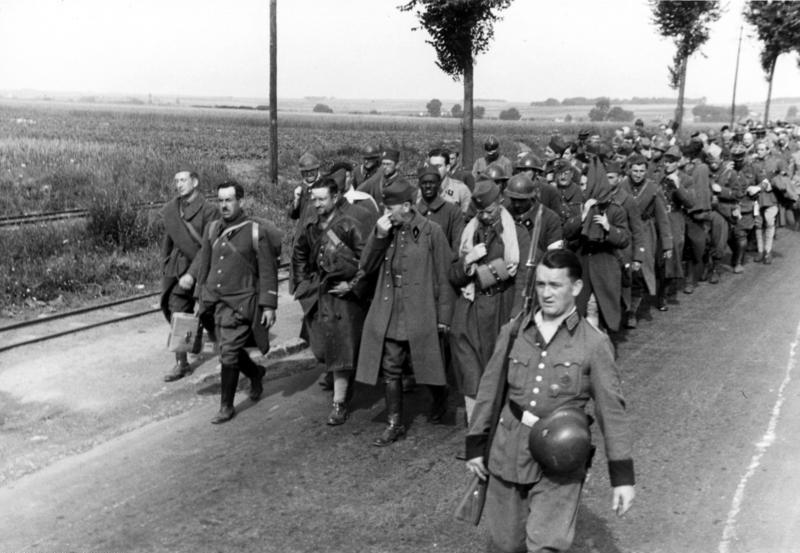
Lunghe colonne di prigionieri francesi nel maggio 1940.

Gran parte del BEF e dei suoi capi, tra cui si distinsero nella campagna alcuni generali poi famosi nel corso successivo della guerra come Alan Brooke, Bernard Montgomery, Miles Dempsey, Harold Alexander, Brian Horrocks, Kenneth Anderson, quindi evitarono la prigionia e sarebbero rientrati in campo in seguito, costituendo un nucleo di truppe esperte e provate su cui ricostruire l'Esercito britannico. Peraltro deve essere evidenziato che l'esperienza drammatica di Dunkerque non mancò di condizionare per il resto della guerra il comando ed i generali britannici, inducendoli spesso alla prudenza ed a organizzare minuziosamente le proprie forze cercando di ottenere una schiacciante superiorità materiale prima di affrontare il temibile esercito tedesco di cui nel maggio 1940 avevano sperimentato la potenza e l'abilità, suscitando a volte il disappunto dei più ottimisti e combattivi generali americani.
Nonostante la delusione del reimbarco alleato a Dunkerque, il Fall Gelb si concluse con uno straordinario successo per la Wehrmacht; a prezzo di perdite modeste, la riuscita manovra delle Panzer-Division e la successiva battaglia d'accerchiamento avevano condotto alla distruzione di tre armate francesi (1ª, 7ª e 9ª), all'abbandono del continente da parte del BEF, gravemente indebolito dalle perdite umane e materiali subite, alla resa dell'esercito belga e di quello olandese. Oltre un milione di prigionieri erano stati catturati, ed erano state poste le premesse decisive per una vittoria totale sul fronte occidentale. Dunkerque per la Francia rappresentò una sconfitta catastrofica; benché oltre 100000 suoi soldati fossero stati salvati, le perdite di uomini, di reparti mobili e di mezzi erano state troppo elevate e l'esercito francese avrebbe ora combattuto la seconda parte della campagna (iniziata fin dal 5 giugno), senza l'aiuto sul campo dei britannici ed in incolmabile inferiorità nei confronti della Wehrmacht. L'esito sarebbe stato prevedibile e la Francia sarebbe stata costretta entro 20 giorni a cedere le armi. Secondo le parole dello storico e giornalista statunitense William L. Shirer: «Dunkerque fu la fine dell'inizio per gli inglesi; ma, per i francesi, fu l'inizio della fine.».